# Tomas Lindahl
Tomas Robert Lindahl (Estocolmo; 28 de enero de 1938) es un médico, y biólogo sueco especializado en la investigación del cáncer. Fue laureado con el Premio Nobel de Química en 2015 conjuntamente con Paul L. Modrich y Aziz Sancar por sus estudios respecto a la reparación del ADN.
Es un miembro de la Academia Noruega de Ciencias y Letras y ganador de varias condecoraciones de la Royal Society como la Medalla Royal de 2007 y la Medalla Copley de 2010.
Se doctoró en 1967 y obtuvo un título de doctor en medicina en 1970 del Instituto Karolinska de Estocolmo, tras lo que realizó un postgrado en la Universidad de Princeton y la Universidad Rockefeller.
Tras mudarse al Reino Unido, se unió al Imperial Cancer Research Fund (ahora Cancer Research UK) como investigador en 1981. Ganó la medalla Royal por "hacer contribuciones fundamentales para el entendimiento de la reparación del ADN. Sus logros muestran originalidad, profundidad e influencia duradera."